# Capler von Oedheim

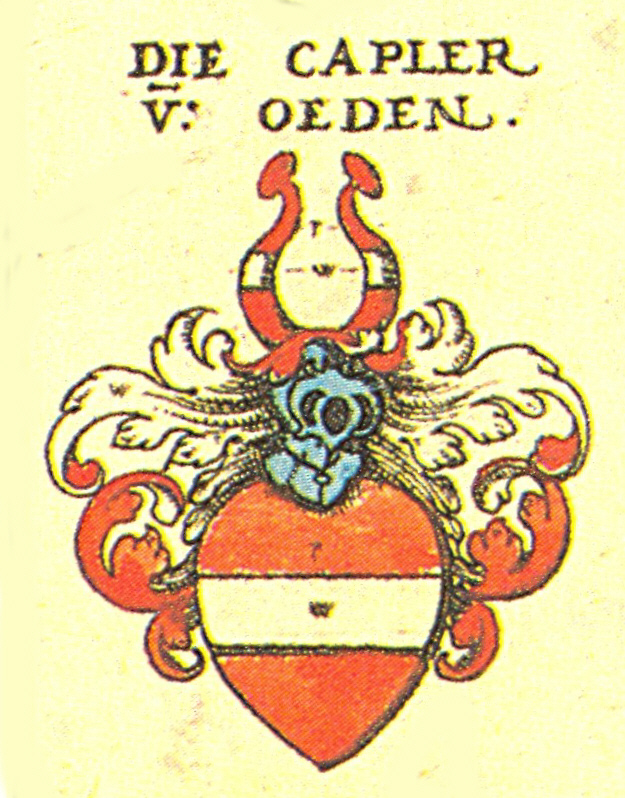
Wappen der Familie der Capler von Oedheim nach Siebmachers Wappenbuch

Die Familie der Capler von Oedheim war ein deutsches Adelsgeschlecht, das seit dem 13. Jahrhundert nachgewiesen ist und seit der Zeit um 1400 den weiteren Beinamen genannt Bautz trug. Stammsitz der 1967 ausgestorbenen Familie war das Schloss Oedheim in Oedheim im Landkreis Heilbronn im nördlichen Baden-Württemberg.

## Name

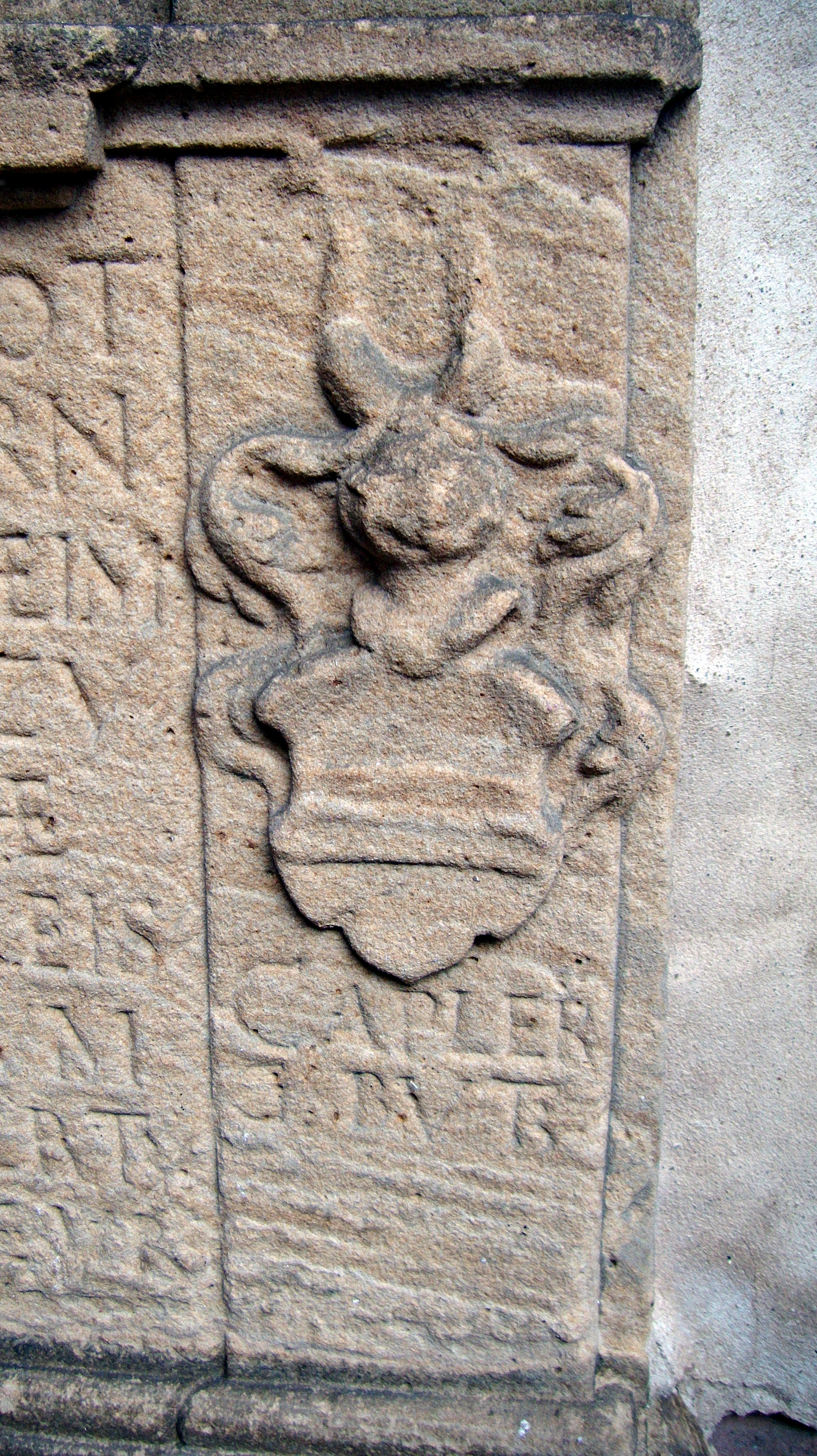
Ahnenwappen Capler gen. Bautz, auf dem Grabstein des Wolf Leyser von Lambsheim (1547–1587), Pfarrkirche St. Ulrich (Deidesheim)

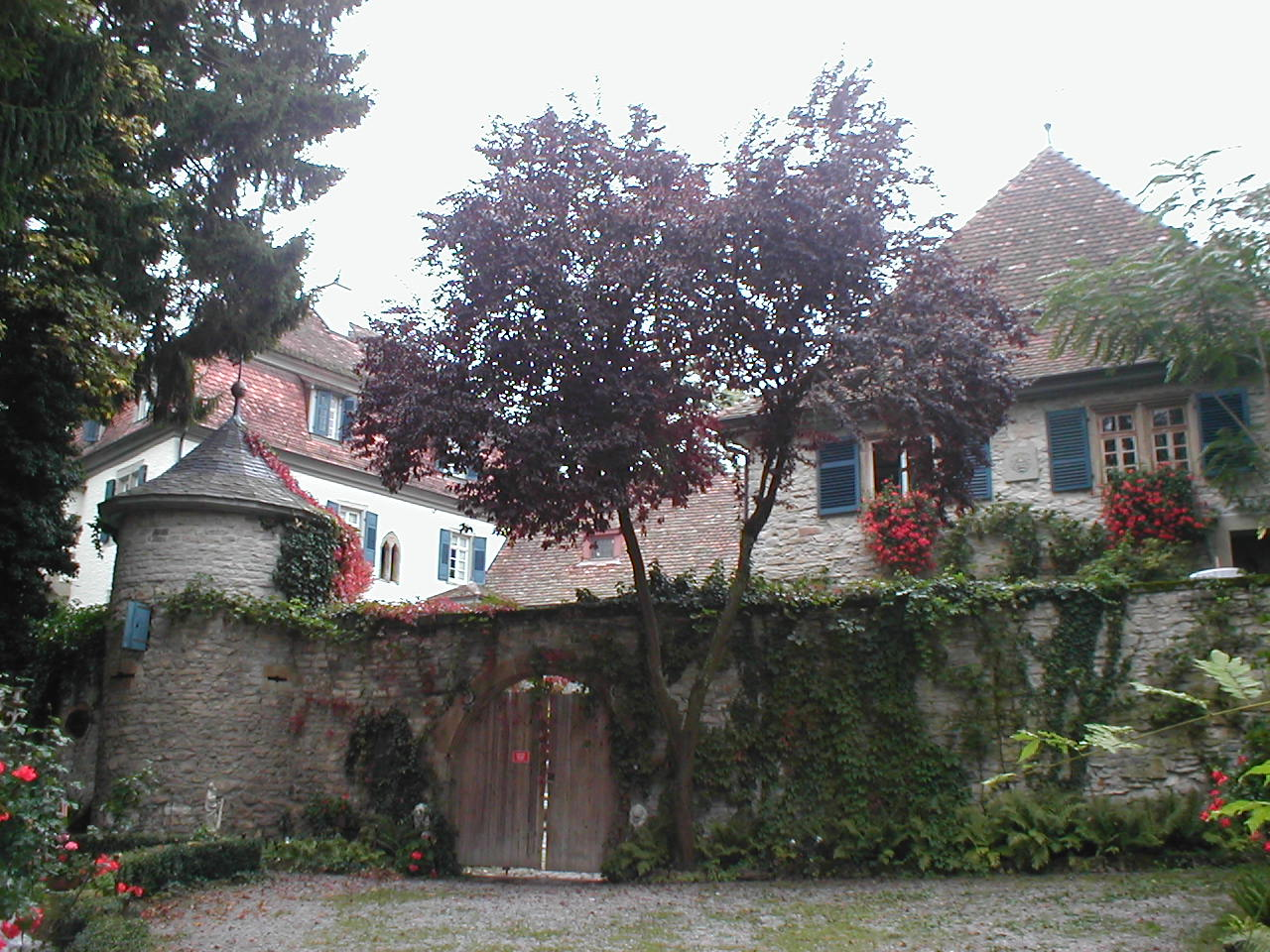
Schloss Oedheim

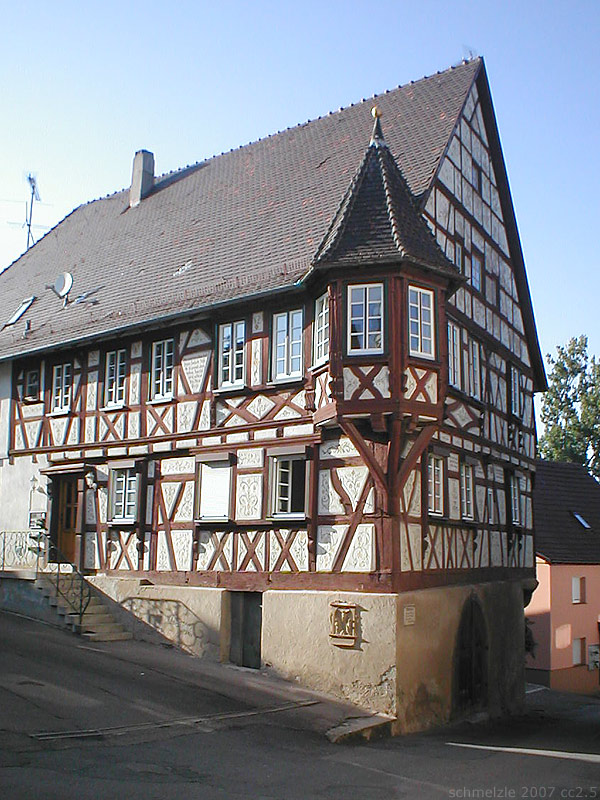
Witwenhaus in Oedheim, im 16. Jhd. von Ulrich Capler von Oedheim erbaut

Die Familie wird in der Literatur unter zahlreichen Namen geführt, u. a. Capler von Oedheim genannt Bautz, Caplan von Oedheim, Cappler von Oedheim, Caplan von und zu Oedheim, Caplan von Oedheim zu Steinsfeld und Weinsberg oder auch Caplanus. Sie ist freiherrlichen Standes.

## Geschichte
Der erste bekannte Namensträger ist ein 1235 als Dienstmann der Herren von Weinsberg genannter Ruodigerus de Hoedehain (Oedheim) mit dem Beinamen Capplanus. Denselben Beinamen trägt der etwa zur selben Zeit lebende Wipert von Oedheim, der als ältester sicherer Stammvater des Geschlechts gilt. Der Beiname Capplanus diente wohl zur Unterscheidung weiterer in Oedheim ansässiger stammverwandter Niederadeliger (möglicherweise auch stammverwandt mit den Herren von Wittstatt) und nimmt möglicherweise Bezug auf die älteste Oedheimer Kirche (lat. capella), nahe der sich aus einer ursprünglichen Burg das heutige Schloss Oedheim als Stammsitz der Familie entwickelte. Außerhalb des einstigen Schlossbereichs liegt das im frühen 16. Jahrhundert errichtete Witwenhaus, der Witwensitz der Capler-Witwen.
Der erste Capler, der den zusätzlichen Beinamen genannt Bautz trug, war Ulrich Capler von Oedheim, genannt Bautz (ca. 1360–1437). Der oberdeutsche Übername Bautz hat sich aus dem mittelhochdeutschen Wort buz (Schlag, Stoß) entwickelt. Die Capler hatten zunächst die Burg in Oedheim und den Hof Willenbach als weinsbergisches, später als pfälzisches und ab 1504 als württembergisches Lehen, während der Ort Oedheim 1484 an den Deutschen Orden kam, was, insbesondere nachdem die Capler um 1700 evangelisch wurden, zu wiederholten Streitigkeiten führte.
Außer den württembergischen Lehen in Oedheim, Willenbach, Lampoldshausen und Untergriesheim hatte die Familie noch ellwangische Lehen in Heuchlingen, speyerische Lehen in Eschelbronn und weiteren Besitz u. a. in Kochersteinsfeld, Gochsen und Sindringen. Die Familie war im Ritterkanton Odenwald organisiert. Die Capler stellten Domherren in Bamberg und Würzburg und standen in württembergischen, bayerischen und preußischen Diensten. 
Eberhard Dietrich Capler von Oedheim (1700–1760) war verheiratet mit Wilhelmina Louise Stettner von Grabenhof (1714–1754). Der Sohn Wolfgang Christian Capler von Oedheim (1747–1825) war preußischer und württembergischer Hauptmann, verheiratet seit 1795 mit Auguste Albertine von Dresky (1778–1852). Deren Sohn Gustav Wolfgang Capler (1803–1868) war württembergischer Revierförster, er heiratete 1834 Therese Eleonore von Bühler (1812–1898), die Tochter des neippergischen Rentamtmanns Cral Friedrich von Bühler. Der jüngere Sohn Hermann Wolfgang Capler (1838–1886) war Kommandeur des Ulanenregiments „König Karl“ Nr. 19. Der ältere Sohn Heinrich Capler von Oedheim gen. Bautz (1835–1914) war in erster Ehe mit Martha von Breuning (1846–1874) und in zweiter Ehe mit deren Schwester Camilla (1837–1917) verheiratet und erwarb von seiner Schwiegermutter Sophie Valeska von Beuting 1886 das Schloss Lehen in Kochendorf. Sein ältester Sohn Hans Wolfgang Capler von Oedheim genannt Bautz (1870–1917) schlug eine militärische Laufbahn ein, verstarb jedoch früh an einer im Ersten Weltkrieg zugezogenen Erkrankung. 
Der Familienbesitz fiel 1914 an den jüngeren Bruder Dietrich Fritz Hermann Freiherr Capler von Oedheim gen. Bautz (1876–1967), der erst 1919 aus dem Ersten Weltkrieg zurückkehrte und wegen einer 1928 für den wenig später Konkurs erleidenden Heilbronner Kaufmann Hagenbucher übernommenen Bürgschaft den Besitz in Kochendorf verlor. Dietrich nahm seinen Wohnsitz im Schloss Oedheim und machte sich vielfach um die Gemeinde verdient, die ihn 1961 zum Ehrenbürger ernannte. Mit seinem Tod erlosch die Familie 1967.
Auf dem Alten Friedhof von Oedheim befinden sich mehrere historische Grabmale der Familie aus unterschiedlichen Epochen.

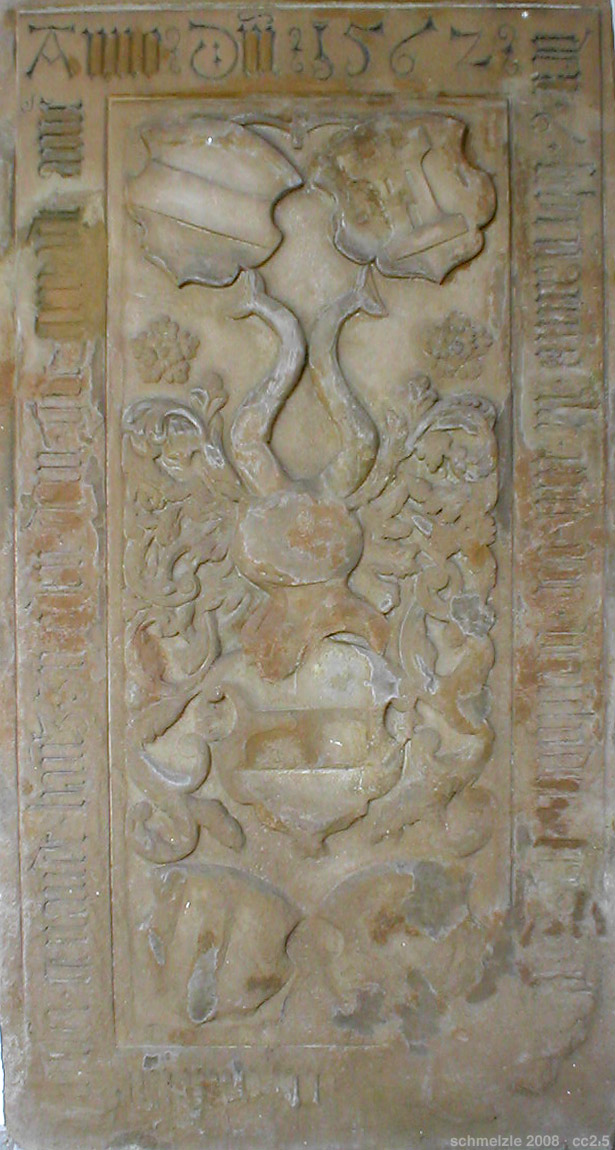
Capler-Grabmal aus dem 16. Jhd. in Oedheim
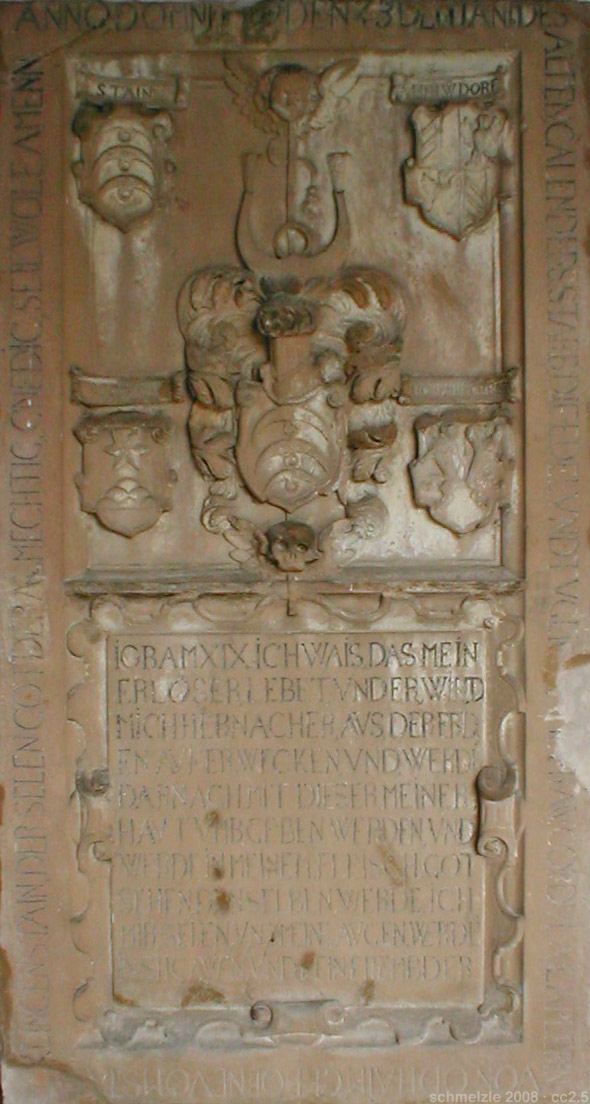
Capler-Grabmal in Oedheim
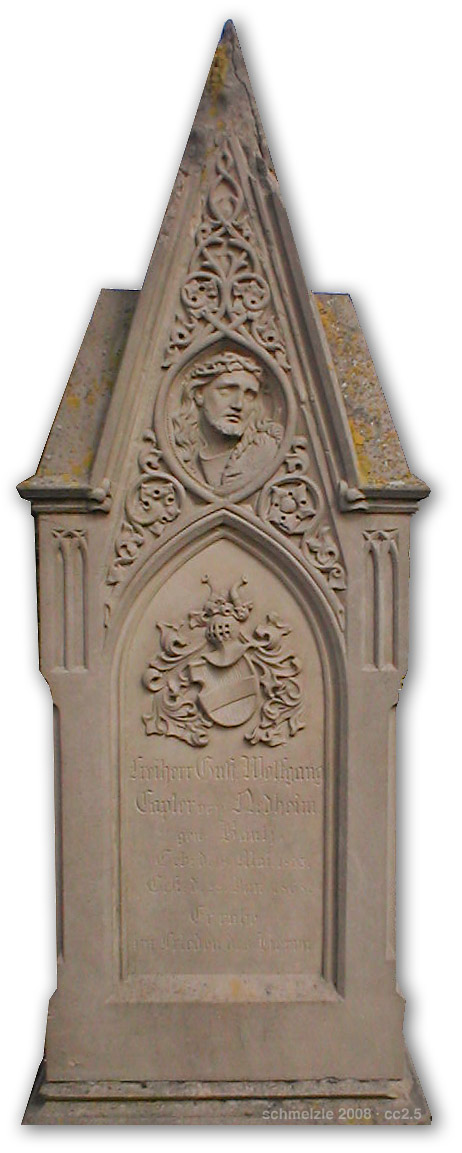
Capler-Grabmal in Oedheim
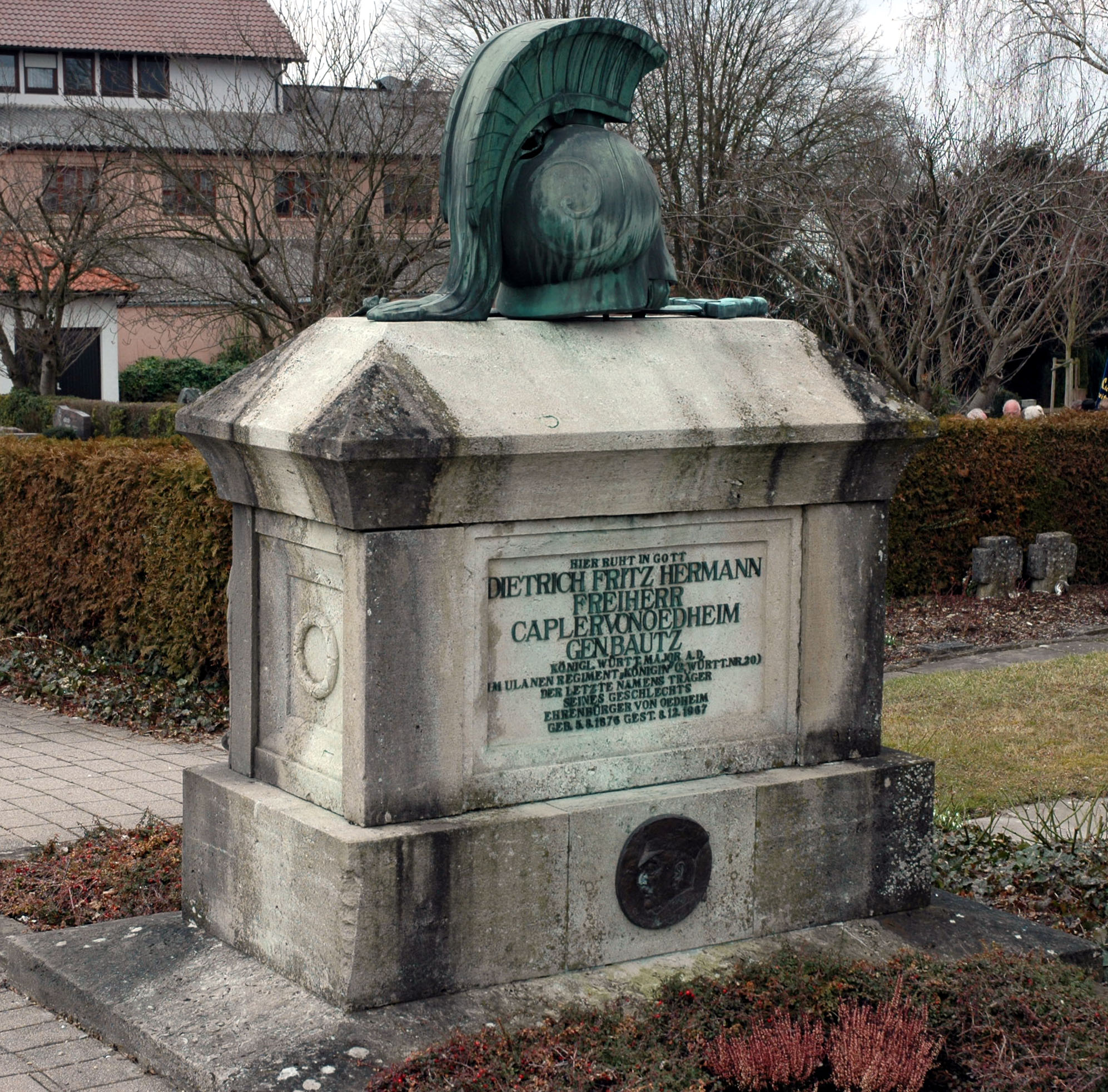
Grabmal von Dietrich Fritz Hermann Freiherr Capler von Oedheim genannt Bautz

## Wappen
Das Wappen der Familie ist bei Siebmacher 1605 ein silberner Balken auf rotem Grund. Die Helmzier zeigt rote Büffelhörner wiederum mit einem silbernen Balken belegt. Die Helmdecken sind in Rot und Silber gehalten.

## Persönlichkeiten
- Heinrich Capler von Oedheim genannt Bautz (* 26. April 1835; † 25. Mai 1914), württembergischer Rittergutsbesitzer und Landtagsabgeordneter, Ehrenritter des Johanniterordens
- Hans Wolfgang Capler von Oedheim genannt Bautz, (* 24. November 1870; † 2. Mai 1917): württembergischer Oberstleutnant, königlicher Flügeladjutant, Ehrenritter des Johanniterordens
- Dietrich Fritz Hermann Freiherr Capler von Oedheim genannt Bautz (* 5. August 1876 in Kochendorf; † 8. Dezember 1967 in Stuttgart): 1961 zum Ehrenbürger von Oedheim ernannt, letzter Vertreter des lokalen Adelsgeschlechts